# Simon II. (Hoherpriester)
Simon II. (hebräisch שמעון השני), der Sohn Onias’ II. (hebräisch חוֹנִיּוֹ Ḥōniyyō), war ein Jerusalemer Hohepriester, der zur Zeit des Zweiten Tempels (etwa seit 196 v. Chr.) amtierte. Er lebte zwischen Ende des 3. Jahrhunderts v. Chr. bis Anfang des 2. Jahrhunderts v. Chr.
Der deuterokanonische Autor Jesus Sirach widmete Simon II. ein Lobgedicht (Sir 50,1–21 ). Er rühmte „dessen Taten, Tempelrenovierung, Herrschaft und glänzendes Erscheinungsbild in den hohepriesterlichen Gewändern und beim Opfergottesdienst vor der Tempelgemeinde und inmitten der aaronitischen Priester.“

„Simeon, der Sohn des Onias, war der Hohepriester, der in seinem Leben ein Haus ausgebessert hat und in seinen Tagen einen Tempel befestigt hat; und von ihm wurde von Grund auf die Höhe des Vorhofs gebaut, eine hohe Stützmauer der Umfassungsmauer des Heiligtums; in seinen Tagen wurde ein Becken für Wasser aus dem Felsen geschlagen, eine Zisterne gleichsam wie der Umfang des Meeres; der sich um sein Volk kümmerte wegen des Sturzes und der die Stadt befestigte bei der Belagerung.“

Nach dem Sieg des Seleukiden Antiochos III. über den Feldherrn des noch kindlichen Ptolemaios V. bei Paneas (200 oder 198 v. Chr.) zahlte sich die proseleukidische Politik des Onias II. und seines Nachfolgers Simon II. aus: Antiochos III., der sich auf eine Schlacht gegen Rom vorbereitete, brauchte Ruhe in den neu erworbenen Gebieten. Flavius Josephus berichtet, dass er den Wiederaufbau Jerusalems zusicherte und verschiedene Privilegien für die Jerusalemer Priesteraristokratie gewährte. Simon II. agierte nun mit einem Teil der Tobiadenfamilie gegen Hyrkanos, einen Jerusalemer Parteigänger der Ptolemäer. Anscheinend konnte er diesen zwingen, sich auf seine Besitzungen im Ostjordanland zurückzuziehen.
Das Becken, das Simon II. aushauen ließ, wird mit dem südlichen Becken der Schafteiche bei Jerusalem identifiziert.
Simon II. hatte zwei Söhne, Onias III. und Josua, die ihm im Hohepriesteramt nachfolgten. Onias III. wurde 175 v. Chr. von Antiochos IV. Epiphanes abgesetzt, wobei unklar ist, ob er ermordet wurde oder nach Ägypten fliehen konnte. Josua gräzisierte seinen Namen zu Jason.